# Curimopsis klapperichi
Curimopsis klapperichi is een keversoort uit de familie pilkevers (Byrrhidae). De wetenschappelijke naam van de soort is voor het eerst geldig gepubliceerd in 2000 door Puetz.